# Cratere Sklodowska (Marte)
Sklodowska è un cratere sulla superficie di Marte.
Il cratere è dedicato alla chimica polacca Maria Skłodowska-Curie.